# Castrillo de Cabrera
Castrillo de Cabrera (en cabreirés Castriellu) es un municipio y lugar español de la provincia de León, en la comunidad autónoma de Castilla y León. Se encuentra en la comarca de La Cabrera y cuenta con una población de 102 habitantes (INE 2024).

## Historia
Así describía Pascual Madoz, en la primera mitad del siglo XIX, a Castrillo de Cabrera en el tomo VI del Diccionario geográfico-estadístico-histórico de España y sus posesiones de Ultramar:

Lugar la provincia de León, (14 ½ leguas), partido judicial de Ponferrada, diócesis de Astorga, audiencia territorial y capitanía general Valladolid. Es cabeza de ayuntamiento de su mismo nombre compuesto de los pueblos de Castrillo, Marrubio, Noceda, Nogar, Odollo y Saceda. Está situado en un alto a la derecha del río Cabrera. Su clima es bastante sano. Consta de 62 casas todas fabricadas de tierra; la de ayuntamiento; escuela en los meses de invierno a que asisten 20 niños, e iglesia parroquial (San Juan Bautista), servida por un cura y un coadjuntor; el curato es de primer ascenso y libre provisión. Confina Norte Noceda; Este Saceda; Sur Marrubio, y Oeste Odollo. El terreno es de mediana calidad, y en parte regantío por las aguas del Cabrera. Los caminos locales, carreteros y en mal estado. Producción: trigo, centeno, algún vino, frutas, lino y buenos pastos; cría ganado vacuno y cabrío; caza de varios animales y alguna pesca. Industria: telares de lienzo caseros y lana burda. Población: 62 vecinos, 250 almas. Contribución con el ayuntamiento.
Pascual Madoz.

## División administrativa
El término municipal, además de Castrillo, incluye las pedanías de Marrubio, Nogar, Odollo, Saceda y Noceda de Cabrera.

## Demografía
Cuenta con una población de 102 habitantes (INE 2024).
| Gráfica de evolución demográfica de Castrillo de Cabrera entre 1842 y 2021                                            |
| |
| Población de derecho según los censos de población del INE. Población de hecho según los censos de población del INE. |

## Industria
A pocos kilómetros del pueblo, se localiza una cantera de la que se extrae pizarra, ya que en toda la zona de La Cabrera abunda este tipo de roca. Dicha cantera se encuentra dentro del territorio de Marrubio.

## Cultura

### Patrimonio
El municipio de Castrillo de Cabrera se divide en dos núcleos urbanos, denominados Barrio de Arriba y Barrio de abajo, los cuales están separados por una carretera de aproximadamente 800 metros conocida por los lugareños como El Barrial.
En el barrio de arriba, el monumento más importante es una antigua iglesia en la que se imparte misa regularmente.
En el barrio de abajo, se encuentra una ermita, donde solo se ofician misas en fechas señaladas.
A las afueras del municipio, existen diversas construcciones romanas, puesto que en esa época este era un lugar de paso necesario para poder llegar a Las Médulas, lugar del que se extraía oro. Estas construcciones son diversos castros y tres carriles que conducían agua, y que hoy pueden verse atravesar la montaña desde varios kilómetros de distancia, ya que la arena de río depositada en ellos, impide crecer la vegetación. Llevan agua para la explotación minera de Las Médulas en El Bierzo.

### Fiestas
Las dos fiestas más importantes son las siguientes:
- En el barrio de arriba el 24 de junio se celebra la fiesta de San Juan.
- En el barrio de abajo el 15 de agosto se celebra la fiesta de la Virgen del Castro, patrona del municipio.